# Podufały Przechód
Podufały Przechód (słow. Opalové sedlo) – przełęcz znajdująca się na wysokości ok. 2280 m n.p.m. w masywie Granatów Wielickich w słowackiej części Tatr Wysokich. Oddziela ona Podufałą Turnię w grupie Granackich Turni od Podufałej Baszty znajdującej się w masywie Granackich Baszt. Jest to dość wybitna, piarżysta przełęcz, położona znacznie poniżej Podufałej Turni, bardzo blisko Podufałej Baszty. Jej siodło jest wyłączone z ruchu turystycznego i nie prowadzą na nie żadne znakowane szlaki turystyczne. Na północny zachód od Podufałego Przechodu położony jest Kwietnikowy Kocioł (górne piętro Kwietnikowego Żlebu), natomiast na południowy wschód – Granacki Kocioł (górne piętro Granackiego Żlebu).
Przez Podufały Przechód przechodzi system trawiastych zachodów zwany Granacką Ławką, który biegnie w poprzek południowo-zachodnich stoków Granatów Wielickich opadających w kierunku Doliny Wielickiej. Najwygodniejszymi drogami na przełęcz są Granacka Ławka oraz drogi z Wyżniego Wielickiego Ogrodu przez Granacki Kocioł lub Kwietnikowy Kocioł.
Pierwsze wejścia:
- letnie – myśliwi polujący na kozice w II połowie XIX wieku lub jeszcze wcześniej,
- zimowe – Jerzy Honowski i Czesław Mrowiec, 25 kwietnia 1956 r.

Nazwa Podufałego Przechodu pochodzi od znajdującej się powyżej niego Podufałej Turni. W gwarze góralskiej przymiotnik podufały znaczy tyle co „zuchwały”.